# Морнарички истражитељи: Хаваји (1. сезона)
Прва сезона америчкe полицијско-процедуралне телевизијске серије МЗИС: Хаваји је емитована од 20. септембра 2021. до 23. маја 2022. године на каналу ЦБС. Сезона садржи 22 епизоде.
Серија прати измишљену екипу посебних агената из Морнаричке злочинско-истражитељске службе са седиштем на Хавајима. У серији играју Ванеса Лешеј, Алекс Тарант, Ноа Милс, Јасмин Ал-Бустами, Џејсон Антун, Тори Андерсон и Кајан Талан.

## Опис
У главну поставу ушли су Ванеса Лешеј, Алекс Тарант, Ноа Милс, Јасмин Ал-Бустами, Џејсон Антун, Тори Андерсон и Кајан Талан, с' тим што Андерсонова и Талан нису били у главној постави у свим епизодама.

## Улоге
- Ванеса Лешеј као Џејн Тенант
- Алекс Тарант као Кај Холман
- Ноа Милс као Џеси Бун
- Јасмин Ал-Бустами као Луси Тара
- Џејсон Антун као Ерни Малик
- Тори Андерсон као Кејт Вислер (епизоде 1-2, 6-7, 9-17, 20-22)
- Кајан Талан као Алекс Тенант (епизоде 1, 3, 6, 8-10, 12-13, 16, 19, 21-22)

## Епизоде
| Бр. у серији | Бр. у сезони | Назив              | Редитељ         | Сценариста                            | Пpемијерно емитовање | Пpод. код | Бр. гледалаца у САД-у (милиони) |
| --- | ------------ | ------------------ | --------------- | ------------------------------------- | -------------------- | --------- | ------------------------------- |
| 1 | 1            | "Пробна"           | Лари Тенг       | Мет Босак, Јан Неш и Кристофер Силбер | 20. септембар 2021.  | HAW101    | 6.59                            |
| Огледни поморски ваздухоплов се срушио на Оаху, а Тенантова и њена екипа морају да открију ко стоји иза тога пре него што поверљиве државне тајне буду откривене. |              |                    |                 |                                       |                      |           |                                 |
| 2 | 2            | "Бум"              | Лари Тенг       | Јан Неш и Кристофер Силбер            | 27. септембар 2021.  | HAW102    | 5.54                            |
| Теннантова и МЗИС морају да сруше озлоглашену екипу међународних лопова пре него што заврше свој последњи велики посао и нестану. Кај тражи ново место за живот. Луси и Вислерова имају несугласице око претходног сусрета. |              |                    |                 |                                       |                      |           |                                 |
| 3 | 3            | "Регрут"           | Рубен Гарсија   | Мет Босак и Јалун Ту                  | 4. октобар 2021.     | HAW103    | 5.54                            |
| Кај одлази на тајни задатак у једну од најстаријих сурф банди на Хавајима када је убијен подофицир. |              |                    |                 |                                       |                      |           |                                 |
| 4 | 4            | "Паниоло"          | Лари Тенг       | Ноа Евслин                            | 11. октобар 2021.    | HAW104    | 5.29                            |
| Када је вољени хавајски каубој упуцан док је јахао свог коња, Џејн и њена екипа морају да стекну поверење заједнице Паниоло како би помогли у проналажењу криваца и заштитили живот каубоја. Кај покушава да убеди свог тврдоглавог оца да оде код лекара. |              |                    |                 |                                       |                      |           |                                 |
| 5 | 5            | "Странац"          | Тим Ендру       | Рон Макги                             | 18. октобар 2021.    | HAW105    | 5.35                            |
| Када је јапански морнар убијен на америчком тлу, докази повезују случај са претходним убиством жртвине девојке у Јапану. Капетан Милиус упућује лични захтев Тенантовој. |              |                    |                 |                                       |                      |           |                                 |
| 6 | 6            | "Туриста"          | Јангзом Браун   | Ејми Ратберг                          | 1. новембар 2021.    | HAW106    | 5.07                            |
| Када су Тенантова и МЗИС добили задатак да пронађу отету звезду друштвених мрежа, они су отикрили да она није оно што њен муж или њени пратиоци мисле. Екипа је у сукобу са Вислеровом која има сопствени план. |              |                    |                 |                                       |                      |           |                                 |
| 7 | 7            | "Спасиоци"         | Џејмс Бамфорд   | Јакира Чемберс                        | 8. новембар 2021.    | HAW107    | 5.11                            |
| Када је подофицир морнарице убијен, Џејн и екипа истражују док штите жртвиног пријатеља и колегу. |              |                    |                 |                                       |                      |           |                                 |
| 8 | 8            | "Наслеђе"          | Лиса Демејн     | Јалун Ту                              | 29. новембар 2021.   | HAW108    | 5.02                            |
| Када је противкапиталистички демонстрант убијен, Џејн и екипа истражују и налазе се ухваћени у рату између еко-активиста и технолошког милијардера који се боре око комада земље. Џејн и капетан Џо иду на састанак. |              |                    |                 |                                       |                      |           |                                 |
| 9 | 9            | "Варалица"         | Лорен Јаконели  | Мет Босак                             | 6. децембар 2021.    | HAW109    | 5.16                            |
| Кости поморског официра случајно су пронађене непосредно пре почетка 80-огодишњице у част напада на Перл Харбор. Оно што највише узнемирава је да ДНК указује на варалицу који је последњих деценија био почаствован као утицајни преживели из Перл Харбора са доказима да је јапански шпијун.                                                                    |              |                    |                 |                                       |                      |           |                                 |
| 10 | 10           | "Изгубљени"        | Тим Ендру       | Јан Неш                               | 3. јануар 2022.      | HAW110    | 4.91                            |
| МЗИС сарађује са Вислерином екипом док истражује превозни сандук пун кријумчареног оружја. Тенантова расправља о хапшењу оца Алексове пријатељице, знајући да ће то довести до тога да се њена пријатељица одсели. |              |                    |                 |                                       |                      |           |                                 |
| 11 | 11           | "Партија"          | Џејмс Хејман    | Ноа Евслин и Ејми Ратберг             | 17. јануар 2022.     | HAW111    | 5.01                            |
| Када су украдени докази за скривање нарко-боса, Луси иде на тајни задатак на турниру у подземном покеру како би открила који велики играч стоји иза злочина. Лусина осећања су у превирању када је Вислерина бивша девојка стигла у град. |              |                    |                 |                                       |                      |           |                                 |
| 12 | 12           | "Шпијуни (1. део)" | Левар Бартон    | Јакира Чемберс и Рон Макги            | 23. јануар 2022.     | HAW112    | 9.79                            |
| МЗИС истражује тајанствену смрт морнаричког инжењера. Џејнина менторка и пријатељица је отета. Долази службеник обавештајне службе Новог Зеланда и повезује смрт морнаричког инжењера са тајним агентом кинеске тајне операције. |              |                    |                 |                                       |                      |           |                                 |
| 13 | 13           | "Шпијуни (2. део)" | Теса Блејк      | Кристофер Силбер                      | 24. јануар 2022.     | HAW113    | 5.41                            |
| Док је истраживала Мегину отмицу, Џејн се потресла када је сазнала истину па је ангажовала своју екипу и Вислерову да докажу њена открића. |              |                    |                 |                                       |                      |           |                                 |
| 14 | 14           | "Слом"             | Норман Бакли    | Мет Босак и Јан Неш                   | 28. фебруар 2022.    | HAW114    | 4.54                            |
| Док је Џејн испитивана након хапшења Меги Шо, остатак екипе истражује тајанствени случај помораца са оштећеним ушним каналима због оружја које емитује ултразвучне таласе. Такође, Ерни посећује свог пријатеља др. Тонија Лија. |              |                    |                 |                                       |                      |           |                                 |
| 15 | 15           | "Гусари"           | Тим Ендру       | Јалун Ту                              | 7. март 2022.        | HAW115    | 5.38                            |
| Док је Џеси уживао у дану пловидбе са својом ћерком, гусари су изненада отели њихову јахту. Екипа мора брзо да пронађе и спаси Џесијеву ћерку. |              |                    |                 |                                       |                      |           |                                 |
| 16 | 16           | "Чудовиште"        | Лесли Хоуп      | Рон Макги                             | 14. март 2022.       | HAW116    | 5.10                            |
| Кај је отишао на тајни задатак као кувар у месном ресторану како би прикупио податке о озлоглашеном босу који је повезан са рестораном. Џејн открива да је школа на копну регрутовала Алекса за бејзбол стипендију. |              |                    |                 |                                       |                      |           |                                 |
| 17 | 17           | "Провала"          | Кристин Мур     | Јакира Чемберс                        | 21. март 2022.       | HAW117    | 5.07                            |
| Када је покушај убацивања злоћудног програма довео до квара на брани, Ерни и екипа хакера добијају задатак да пронађу кривца пре него што на острву буду прекинути сва струја и вода. Вислерова добија прилику да се извини Луси и поправи њихову везу. |              |                    |                 |                                       |                      |           |                                 |
| 18 | 18           | "Т и Т"            | Лајонел Колман  | Кристофер Силбер и Меган Бахарах      | 28. март 2022.       | HAW118    | 6.13                            |
| Тенантова и Торес преживљавају несрећу, али њихов сведок не. Након пуцњаве која је уследила, они се повезују са остатком екипе и траже помоћ од другог сведока који је лажирао своју смрт пре пет година како не би погинуо. Џесика Најт такође долази из Вашингтона да помогне у случају док се екипа са Хаваја распитује о прошлости између Тенантове и Тореса. |              |                    |                 |                                       |                      |           |                                 |
| 19 | 19           | "Нега"             | Лин Единг       | Јан Неш                               | 18. април 2022.      | HAW119    | 5.09                            |
| Екипа истражује олупину брода који носи егзотичне животиње које сада угрожавају домаће дивље животиње на Оахуу. Алекс се повредио што му је прекинуло каријеру. Кај позива агенткињу за рибе и дивље животиње на састанак. |              |                    |                 |                                       |                      |           |                                 |
| 20 | 20           | "Ноћна смена"      | Тавниа Мекирнан | Ејми Ратберг                          | 2. мај 2022.         | HAW120    | 5.21                            |
| Када је поморац из морнарице умешан у убиство, екипа је позвана да ради на случају на свој слободан дан. Луси сазнаје да је Вислерова одбила унапређење у Вашингтону да би остала на Хавајима. |              |                    |                 |                                       |                      |           |                                 |
| 21 | 21           | "Пруга (1. део)"   | Џими Витмор     | Ноа Евслин                            | 16. мај 2022.        | HAW121    | 4.97                            |
| Капетан Милиус се вратио на Хаваје ради тајне операције размене затвореника и доводи Џејн да му буде лична пратња обезбеђења на Филипинима где ће се размена одржати. |              |                    |                 |                                       |                      |           |                                 |
| 22 | 22           | "Охана (2. део)"   | Тим Ендру       | Мет Босак и Кристофер Силбер          | 23. мај 2022.        | HAW122    | 5.47                            |
| Капетан Милиус наставља да ради са Тенантовом и њеном екипом након размене затвореника између САД-а и источне Европе. Вислерова је послушала Ернијев савет и направила велики гест у нади да ће поново освојити Луси. |              |                    |                 |                                       |                      |           |                                 |

## Продукција

### Развој
Дана 16. фебруара 2021. анонимни извори рекли су за часопис Холивудски извештач да се завршавају договори о могућој четвртој серији у франшизи МЗИС под називом Морнарички истражитељи: Хаваји пошто се ближи директној наруџбини за серију од ЦБС-а. Такође су рекли да ће серију створити и извршно продуцирати Кристофер Силбер, Јан Неш и Мет Босак при чему ће Силбер и Неш такође бити сарадници. За разлику од осталих серија у франшизи, за ову није планирано да почне пробним епизодама унутар друге серије. Место радње серије би такође створило могућности укрштања са другом драмом ЦБС-а на Хавајима Магнум ЛИ. Серија Морнарички истражитељи: Лос Анђелес се раније укрштала са серијом Магнум ЛИ и сада завршеном сестринском серијом Хаваји 5-0 2012. Извори су такође рекли да су продуценти већ почели да траже редитеља за пробну епизоду и да раде на ангажовању сценариста.
Почетком априла 2021. објављено је да се очекује да ће серија бити снимљена за телевизијску сезону 2021–22. Дана 23. априла 2021. ЦБС је званично наручио Морнаричке истражитеље: Хаваји као серију. Такође је најављено да ће Лари Тенг бити извршни продуцент пробне епизоде. Босак, Неш и Силбер су написали сценарио за пробну епизоду серије. Дана 11. октобра 2021. ЦБС је покупио серију за целу сезону. Дана 3. јануара 2022. године, објављено је да ће се унакрсна епизода са деветнаестом сезоном матичне серије Морнарички истражитељи емитовати 28. марта 2022. Директори серије обе серије су раније помињали укрштање, а председница CBS Entertainment-а Кели Кал је изјавила да би расправа о унакрсној епизоди почела пошто серије иземитује прву половину сезоне.

### Избор глумаца
Дана 7. априла 2021. објављено је да ЦБС тражи главну женску улогу за серију Морнарички истражитељи: Хаваји што је прва серија у франшизи која је то урадила. Лик за главну женску улогу је провизорно назван Џејн Тенант, а избор за глумицу као и за друге главне ликове почео је отприлике у исто време. Дана 30. априла 2021. објављено је да је Ванеса Лешеј прва која је добила главну улогу у серији, улогу Џејн Тенант. У међувремену, Јасмин Ал-Бустами и Џејсон Антун су такође изабрани за главну поставу у серијалу који ће глумити Луси односно Ернија. Касније је објављено да се Ноа Милс придружио глумачкој постави као Џеси. Тори Андерсон и Кајан Талан добили су главне улоге у серији, улоге Кејт Вислер и Алекса. Дана 8. јула 2021. Алекс Тарант се придружио главној глумачкој постави као Кај, а за Енвера Ђокаја је најављено да ће тумачити епизодну улогу Џоа Милијуса.
Бивша звезда серије Хаваји 5-0 Беула Коале добио је епизодну улогу у првој дводелној причи сезоне. Звијезде серије Морнарички истражитељи Вилмер Валдерама и Катрина Ло, која је такође глумила у серији Хаваји 5-0, појавили су се у својим улогама у унакрсном догађају. Гери Кол и Диона Ризоновер су се такође појавили у својим улогама из Морнаричких истражитеља у унакрсном догађају.